# Karl-Gustaf Hjelmqwist
Karl-Gustaf Herman Hjelmqwist, född 25 mars 1920 i Växjö, död 21 mars 2012, var en svensk jurist. 
Hjelmqwist, som var son till konsistorienotarie Frithiof Hjelmqwist och Signe Lindahl, blev juris kandidat vid Lunds universitet 1947 och genomförde tingstjänstgöring 1947–1949. Han blev extra ordinarie länsnotarie i Malmöhus län 1951, förste länsnotarie i Västernorrlands län 1953, länsassessor där 1960, förste länsassessor 1964,  landssekreterare i Malmöhus län 1966 (tillförordnad 1965), länsråd och landshövdingens ställföreträdare 1971 samt var lagman i länsrätten i Malmöhus län 1979–1987. Han var föredragande i Regeringsrätten 1952–1953, tjänstgjorde på inrikesdepartementets lagbyrå 1956–1957, var sekreterare i socialberedskapskommittén 1960–1963, innehade uppdrag inom statsrådsberedningen 1962, var sakkunnig i försvarsdepartementet 1962–1963, var byråchef i justitieombudsmannaexpeditionen 1963–1965, och innehade lagstiftningsuppdrag i justitiedepartementet 1966–1968. Han var expert i trafikmålskommittén, innehade uppdrag i civildepartementet och försvarsdepartementet, var ledamot 1975 års svenska Öresundsdelegation, utredningsman beträffande valkretsindelning i Malmöhus län, styrelseordförande för Sveriges riksbanks kontor för Malmöhus län 1982–1984, dess regionkontor i Malmö 1985, Malmöhus läns civilförsvarsförbund 1968-1991 samt Greta och Johan Kocks stiftelse i Trelleborg 1982–1996.